# Июльская революция
Июльская революция или Французская революция 1830 года или Вторая французская революция или «Три славных дня» (фр. Trois Glorieuses) — восстание в июле 1830 года против реставрации Бурбонов, приведшее к свержению Карла Х и установлению конституционной Июльской монархии во главе с королём Луи-Филиппом, расширению избирательного права для мужчин.
Причиной революции послужила консервативная политика короля Карла Х, высшей целью которого было восстановление старого порядка, царившего до Великой французской революции 1789 года. В ходе революции сторонники Бурбонов назывались легитимистами, а сторонники Луи-Филиппа — орлеанистами.

## Предреволюционная обстановка
Консервативное правительство под руководством известного реакционера графа Полиньяка, сменившее летом 1829 года умеренный кабинет министров Мартиньяка, последовательно игнорировало палату представителей. Вместе с социальными проблемами начинавшейся эпохи индустриализации эта политика создала острое общественное недовольство, которое не смогло ослабить даже завоевание Алжира весной 1830 года.
Сессия палат 1830 года была открыта 2 марта тронной речью, в которой король Карл X угрожал прибегнуть к чрезвычайным мерам, если парламент будет «создавать препятствия для его власти». Либерал Ройе-Коллар, в качестве президента палаты, стал во главе депутации, которая 18 марта 1830 г. представила королю адрес, подписанный 221 депутатом, в котором выражала опасение за вольности французского народа при кабинете министров Полиньяка. На это политическое заявление Карл Х ответил отсрочкой сессии парламента, а затем роспуском палаты депутатов 16 мая 1830. Однако оппозиционные либералы выиграли и всеобщие выборы от 23 июня и 19 июля 1830 года, лишь упрочив свои позиции и набрав 274 депутатских мандата.
Как и во время Великой французской революции 1789 года, либеральная буржуазия, подкреплённая на этот раз идеалами бонапартизма, объединилась с прото-пролетарскими нижними слоями общества, которые впервые с 1795 года вновь получили возможность влиять на политику. Одним из главных вдохновителей революции стал главный редактор газеты «Насьональ» Адольф Луи Тьер, ставший в составе последующих правительств одним из ведущих французских политиков.

## Революция
Непосредственным толчком для июльской революции послужили четыре правительственных указа (ордонансы Полиньяка) от 25-26 июля, тут же подписанные королём. Согласно им распускалась палата представителей, сокращалось количество депутатов и их полномочия, ужесточалось избирательное право, ещё более ограничивалась свобода слова и восстанавливался полный объём цензуры.
Уже в момент публикации Ордонансов в понедельник 26 июля в городе начались демонстрации горожан и волнения типографских рабочих и журналистов, оказавшихся безработными. Редакторы и либеральные депутаты собираются на частных квартирах, принимая решение игнорировать Ордонансы как противоречащие Хартии и потому не имеющими силы. Произошли первые стычки с полицией, изымавшей тиражи газет и закрывавшей типографии. Несмотря на запрет, 44 видных журналистов собрались в редакции Le National и подписали протест. В нем он пообещали, что газеты будут выходить и впредь. В тот же вечер демонстранты закидали камнями карету Полиньяка, ехавшего в своё министерство, однако экипаж успевает заехать за ограду.

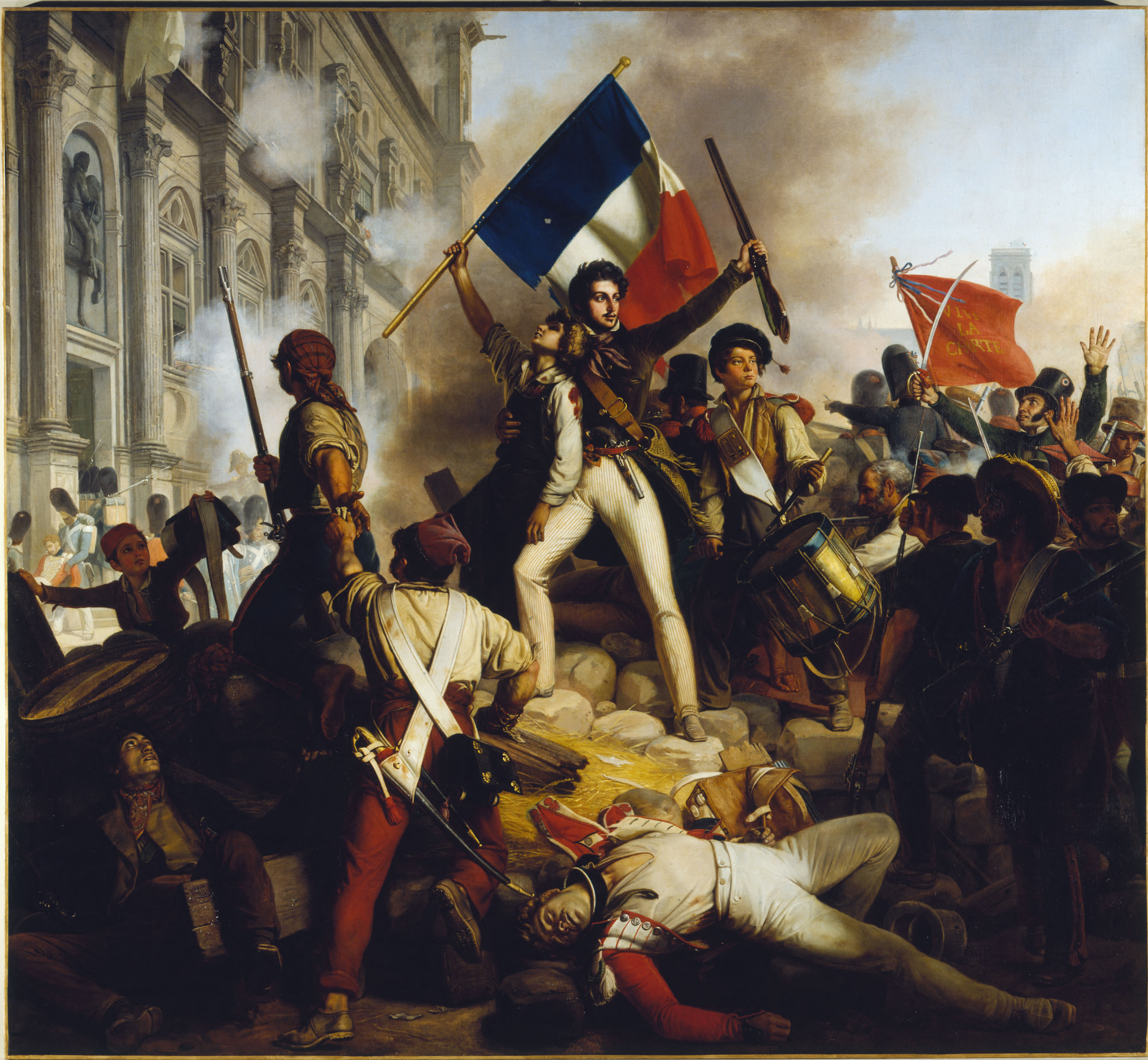
На баррикаде

27 июля по приказу префекта Клода Манжена полиция захватывает редакцию и типографию Le National, где начинаются драки солдат с рабочими и журналистами. В течение дня Париж затихал по мере того, как толпы становились всё больше. В 16:30 командующим войсками Первой военной дивизии Парижа и Королевской гвардии было приказано сосредоточить свои войска и орудия на площади Карузель, обращённой к Тюильри, Вандомской площади и площади Бастилии. Для поддержания порядка и защиты оружейных магазинов от мародёров по всему городу были установлены, усилены и расширены военные патрули. Однако никаких особых мер по охране ни оружейных складов, ни пороховых заводов не принималось. Какое-то время эти меры предосторожности казались преждевременными, но в 19:00, с наступлением сумерек, на улицах вспыхнули баррикадные бои, в которых участвовали студенты, рабочие, ремесленники, мелкая буржуазия. Уличные фонари были разбиты, что позволило восставшим разграбить оружейные магазины и незаметно отступить.

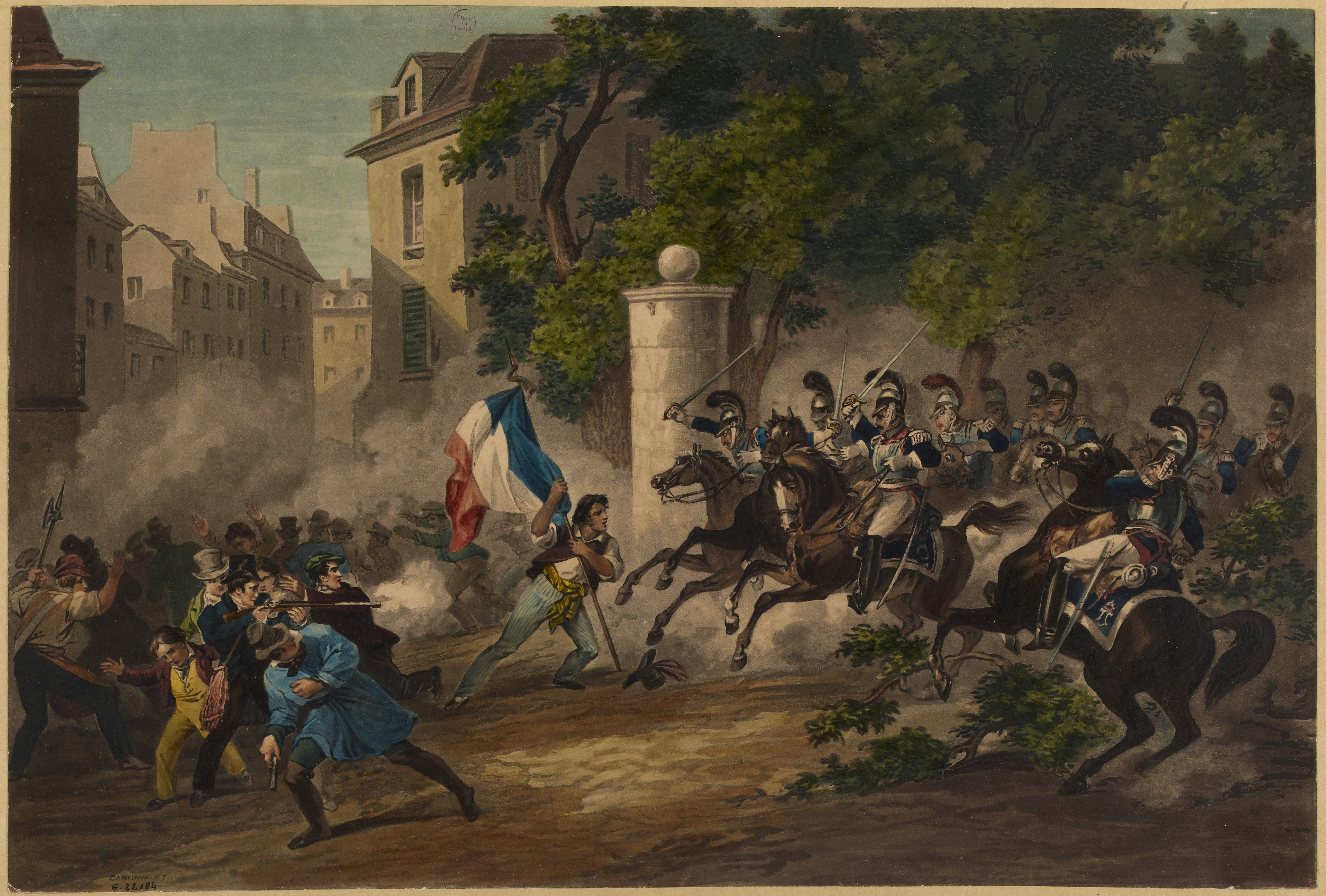
Молодой человек водружает флаг Свободы перед эскадроном кирасиров.

28 июля. Ночью и утром в городе идут бои. Деловая жизнь парализована. Карл X приказывает маршалу Огюсту Мармону, дежурному генерал-майору Королевской гвардии, подавить беспорядки. Мармон лично придерживался либеральных взглядов и выступал против политики министерства, но был тесно связан с королём со времени Первой реставрации, потому считал это своим долгом. Однако назначение герцога Рагузы вызывает крайнее раздражение парижан. Сам Мармон недоволен тем, что не получил у Полиньяка назначения в Алжир. Король оставался в Сен-Клу, но его министры держали его в курсе событий в Париже, которые настаивали на скором конце восстания, как только у бунтовщиков закончились боеприпасы. План Мармона состоял в том, чтобы Королевская гвардия и доступные линейные подразделения городского гарнизона охраняли жизненно важные магистрали и мосты города, а также защищали важные здания, такие как Пале-Рояль, Дворец правосудия и Отель-де-Виль. Этот план был непродуманным: в городе не только не хватало войск, но они были плохо обеспечены провизией и водой. Королевская гвардия (два пехотных полка и полк швейцарской пехоты с 12 орудиями) была в основном лояльна королю, но прикрепленные к ней части (три линейных полка и один стрелковый) колебались. Небольшое, но растущее количество войск дезертировало под предлогом утоления жажды. Некоторые просто ускользают, другие уходят, не заботясь о том, кто их увидит.
В Париже собирается комитет оппозиции Бурбонам, в состав которого входили банкир и создатель королей Жак Лаффит, Казимир Перье, генералы Этьен Жерар и Жорж Мутон, граф де Лобо, среди прочих, составил и подписал петицию, в которой они просили отменить принятые указы. В петиции содержалась критика «не короля, а его министров», тем самым противореча убеждению Карла X в том, что его либеральные противники были врагами его династии. После подписания петиции члены комитета отправились прямо к Мармону, чтобы просить прекратить кровопролитие и умолять его стать посредником между Сен-Клу и Парижем. Мармон принял делегацию и петицию, но заявил, что жителям Парижа сначала придется сложить оружие, чтобы достичь урегулирования. Обескураженная, но не отчаявшаяся, группа парламентеров разыскала главного министра короля де Полиньяка. Он отказался их видеть. Мармон письменно доложил королю, что ситуация в городе выходит из под контроля и требуется его приказ к действию. Король обратился за советом к Полиньяку, и тот посоветовал сопротивляться.
29 июля. За ночь число баррикад достигает 4000. Маршал Мармон не пытается ни вызвать войск из Сен-Дени, ни вооружить лоялистов, ни арестовать оппозиционеров. Не желая усугубить ситуацию, он запрещает открывать огонь по штурмующим дворец. К полудню восставшие захватили Ратушу, Лувр и Тюильри, начав грабить королевский дворец и его винные погреба. Через несколько часов в обшарпанный комплекс вошли члены комитета и приступили к формированию временного правительства. Хотя в течение следующих нескольких дней по всему городу будут происходить боевые действия, революция, по сути, закончилась.
30 июля над королевским дворцом взвился французский триколор, Палата Депутатов провозгласила герцога Орлеанского наместником (генерал-лейтенантом) королевства.
2 августа Карл X подписал отречение в пользу своего сына Людовика, которого чуть позже заставил отречься в пользу своего малолетнего внука Генриха, назначив регентом при нём Луи-Филиппа III, герцога Орлеанского.
7 августа палата депутатов предложила Луи-Филиппу III корону, которую тот принял 9 августа и был коронован как Луи Филипп I, король французов. Новый монарх получил прозвище «король-гражданин».

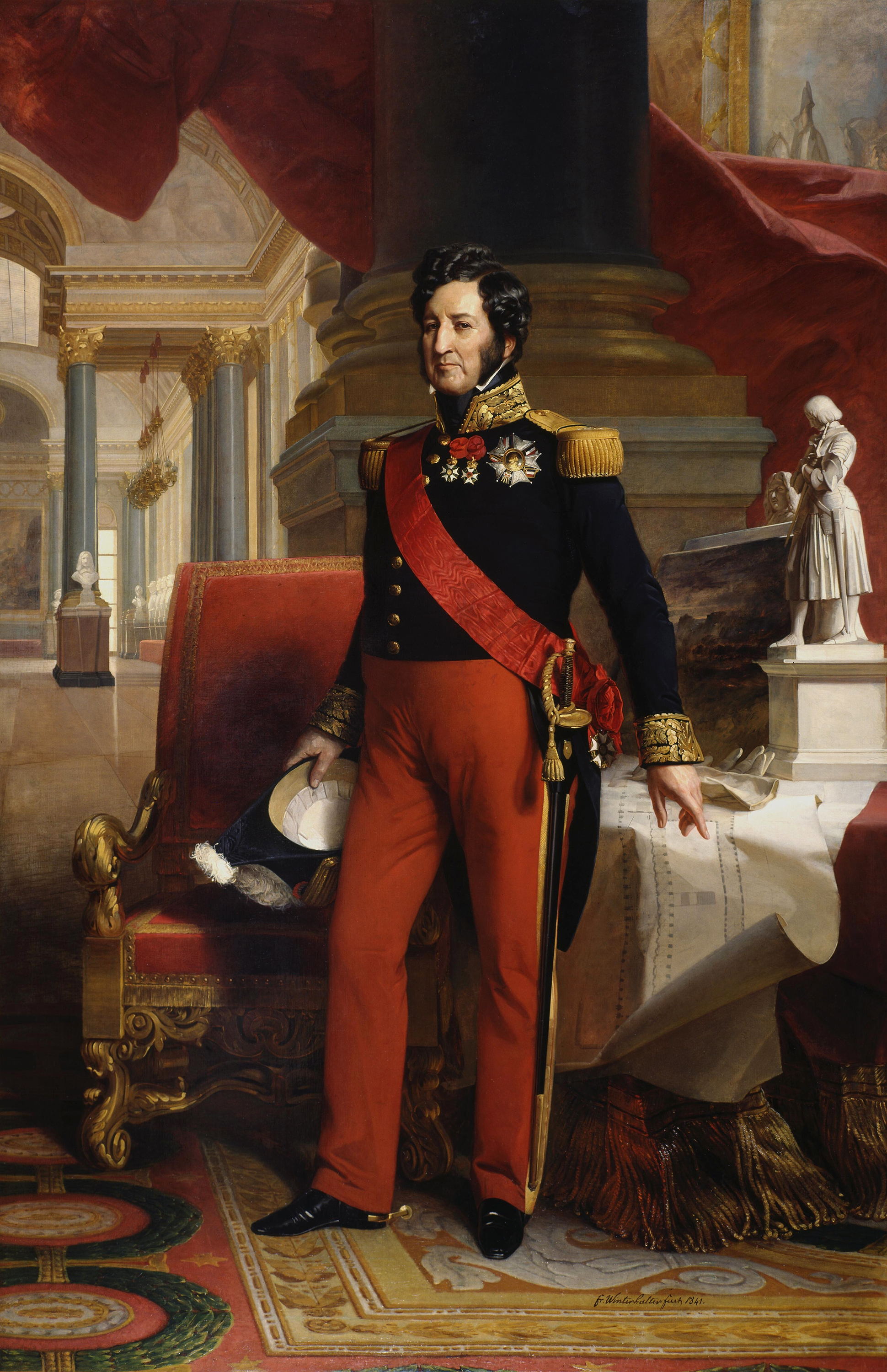
Новый король Луи-Филипп I

14 августа была опубликована обновленная Хартия, представляющая собой переработанную в более либеральном направлении версию Хартии 1814 года: с несколько расширенной компетенцией парламента и лучшим обеспечением его господства, с ответственностью министерства, с судом присяжных для «преступлений печати». Свобода слова провозглашалась без всяких ограничений, а правительство было лишено права восстанавливать в каком-либо виде цензуру. Официальным флагом Франции вновь становится национальный триколор.
Король по-прежнему обладал всей полнотой исполнительной власти и осуществлял законодательную власть совместно с двухпалатным парламентом; однако право законодательной инициативы принадлежало теперь не только королю, но и обеим палатам. Палата пэров, как и ранее, формировалась королём по собственному усмотрению. Палата депутатов по-прежнему избиралась населением, но возрастной ценз понижался: активное избирательное право действовало с 25 лет, пассивное — с 30. Имущественный ценз был сохранён, однако регулировался не самой Хартией, а специальными законами. Благодаря снижению имущественного и возрастного ценза число избирателей увеличилось в 2,5 раза — с 90 до 240 тысяч; при этом подавляющее большинство трудящихся и мелких собственников были по-прежнему лишены права голоса. Законы, запрещавшие организацию рабочих союзов и проведение стачек, также не были отменены.
Волнения рабочих были быстро подавлены. «Якобинцы», как себя называли ярые антимонархисты, не смогли одержать верх, так как отмена монархии означала бы внешнеполитические осложнения вплоть до интервенции Священного союза. К власти пришла умеренная партия крупной буржуазии во главе с Тьером и Франсуа Гизо. После этих событий началась эпоха июльской монархии, считающаяся «золотым веком французской буржуазии».

## Результаты и последствия
Революция ознаменовала переход от одной конституционной монархии — реставрации Бурбонов к другой — Июльской монархии, переход власти от дома Бурбонов к его младшей ветви, Орлеанскому дому, торжество принципа народного суверенитета над принципом Божественного права короля, а также установление либерального режима и окончательное торжество буржуазии над земельной аристократией. Во внешнеполитическом смысле революция нанесла сильный удар по принципам Священного Союза.
Июльская революция имела воздействие на всю Европу. Либеральные течения повсеместно обрели уверенность и решимость. В некоторых государствах Германского союза начались беспорядки, вылившиеся в поправки или переиздания действующих конституций. Волнения начались и в некоторых итальянских государствах, в том числе и в Папской области. Однако наибольший эффект Июльская революция произвела на территории Польши, той её части, которая вошла в состав Российской империи, вызвав восстание 1830 года.
Последствия были и в непосредственном соседстве Франции. Южные Нидерланды восстали против господства севера и провозгласили себя независимым королевством Бельгия. Несмотря на монархический статус, принятая Бельгией конституция считается одной из наиболее прогрессивных конституций Европы того времени. Окончательные границы Бельгии были определены после некоторых военных операций в 1839 году.
В долгосрочном плане Июльская революция укрепила либеральные и демократические устремления во всей Европе. По мере того, как король Луи-Филипп всё больше удалялся от своих либеральных истоков и начал примыкать к Священному союзу, это привело в 1848 году к новой буржуазно-либеральной революции во Франции, так называемой Февральской революции, в результате которой была провозглашена Вторая республика. Как и Июльская революция, она также привела к восстаниям и попыткам переворотов по всей Европе.

## Революция в искусстве
- «Свобода, ведущая народ» (фр. La Liberté guidant le peuple) — картина французского художника Эжена Делакруа.
- «Видок» — французский художественный фильм, действие которого проходит на фоне Июльской революции.
- «Отверженные» — произведение французского писателя Виктора Гюго, где широко описываются события июльской революции 1830 года.
- Лев (фр. Le Lion) — стихотворение Огюста Барбье в переводе Константина Бабикова